# 维拉圣塞孔多
维拉圣塞孔多（義大利語：Villa San Secondo），是意大利阿斯蒂省的一个市镇。总面积6.02平方公里，人口403人，人口密度66.9人/平方公里（2009年）。ISTAT代码为005119。